# Cyril Dušek
Cyril Dušek (5. listopadu 1881 Praha-Holešovice – 12. ledna 1924 Káhira) byl český a československý novinář, diplomat a politik, člen České strany pokrokové a Československé strany pokrokové a poslanec Revolučního národního shromáždění.

## Biografie
Narodil se v Praze-Holešovicích; jeho otec, Vavřinec Dušek, byl dílovedoucí. Měl 12 sourozenců. Studoval gymnázium, kde ho učil mj. Jiří Guth-Jarkovský. Po maturitě studoval práva a rovněž se začal věnovat žurnalistice, redigoval mj. časopis Studentské směry.
Měl blízko k Tomáši Masarykovi. Počátkem 20. století působil jako odpovědný redaktor listu Čas. Dále pracoval pro Lidové noviny. V této funkci sehrál v roce 1905 roli při zakládání České strany pokrokové, v níž si Masaryk vynutil větší prostor pro ovlivňování jejího programového směřování.
V roce 1910 se oženil s Pavlou Smolíkovou, dcerou pražského varhaníka a skladatele Otomara Smolíka.
Po roce 1912 pak působil jako člen předsednictva nově vzniklé Československé strany pokrokové. Za první světové války se zapojil do domácího protirakouského odboje (Maffie). V roce 1915 byl zatčen v tzv. knoflíkové aféře a vězněn ve Vídni. Během věznění se mu zhoršila plicní choroba (tuberkulóza), po propuštění se vrátil do Prahy již vážně nemocen.
Od roku 1918 zasedal v Revolučním národním shromáždění. Členství v tomto zákonodárném sboru se vzdal na 77. schůzi v září roku 1919. Byl profesí redaktorem.
Působil v diplomacii, mimo jiné jako generální konzul ČSR v Egyptě. Zde se mu podařilo vybudovat generální konzulát a posléze i velvyslanectví. Tuto funkci zastával od roku 1921. Předtím byl československým účastníkem na pařížské mírové konferenci a následně vyslancem ve švýcarském Bernu. Do Egypta byl přeložen i kvůli své vážné plicní chorobě, na kterou mělo mít příznivý vliv egyptské klima. V lednu 1924 v Káhiře náhle zemřel.